# Киевский авангард
Киевский авангард (укр. Київський авангард) — неформальная группа композиторов-авангардистов, сформировавшаяся в Киеве в середине 1960-х годов. Состояла в основном из студентов, учившихся в Киевской консерватории в классе композиции, который вёл Борис Лятошинский. Группа формировалась вокруг дирижёра Игоря Блажкова, который имел связи с зарубежными музыкантами. Объединение подвергалось давлению за прозападные музыкальные взгляды, отрыв от потребностей социалистической культуры. В 1970-е годы связи между членами группы ослабели, многие из них пошли своим путём в музыке. К наследникам музыкальных традиций киевского авангарда относят композиторов Ивана Карабица, Евгения Станковича, Олега Киву, Святослава Крутикова.

## История

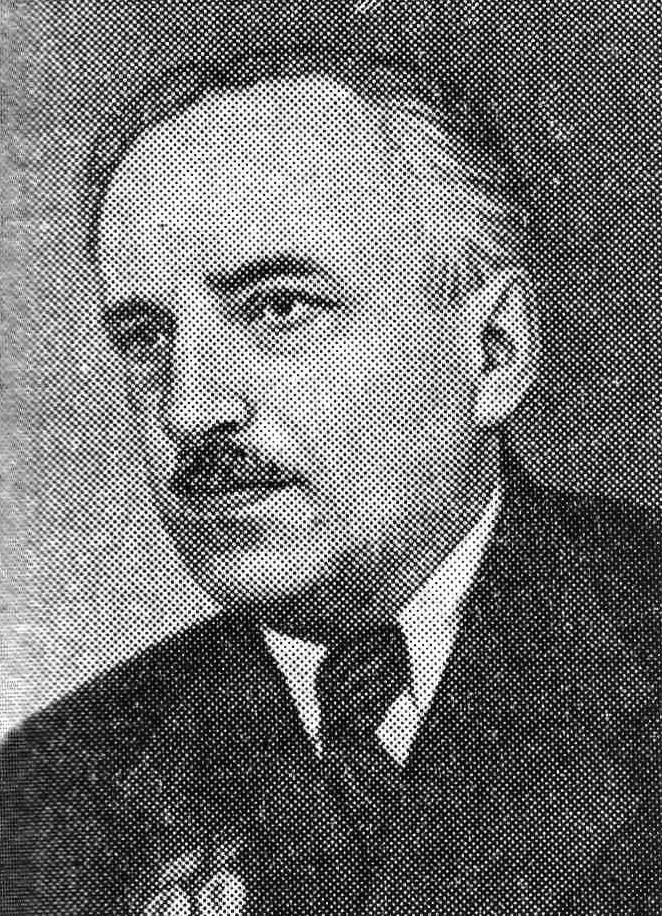
Борис Лятошинский

Неформальная группа композиторов-авангардистов сформировалась в Киеве в середине 1960-х годов и в основном состояла из студентов, учившихся в классе композиции Киевской консерватории (ныне Национальная музыкальная академия Украины имени П. И. Чайковского), который вёл композитор Борис Лятошинский. В связи с этим иногда это объединение ещё называют «школой Бориса Лятошинского». Группа формировалась вокруг дирижёра Игоря Блажкова, который имел связи с зарубежными музыкантами, получал от них партитуры, записывал композиции зарубежных композиторов по радио и пропагандировал новую музыку. Изучение сочинений западных современников привело членов группы к появлению многочисленных произведений в различных направлениях авангарда: додекафония, сонористика, алеаторика, конкретная, а позже и электронная музыка. К членам группы относят следующих композиторов: Леонид Грабовский, Валентин Сильвестров, Виталий Годзяцкий, Владимир Губа, Владимир Загорцев, Пётр Соловкин, Виталий Пацера.
Музыковеды выделяют в украинской музыке два основных периода активного  изучения и культивирования идей музыкального авангарда: 1920 — начало 1930-х годов и 1960-е годы. Однако «первая волна» музыкального авангарда не получила развития по причине продвигаемого в СССР искусства соцреализма и борьбы против буржуазного формализма. Нападки на новую музыку в Украине усилились после того, как 1 мая 1962 года в польском журнале «Ruch Muzyczny» появилась статья «Письмо из Киева». Она была написана женой Блажкова — музыковедом Галиной Мокреевой. В статье был приведён обзор творчества молодых композиторов, стремящихся работать не только в советской консервативной манере и дана положительная оценка их работ. В результате этого смелого выступления Мокреевой на Украине разгорелся скандал, а оппоненты официальной музыкальной линии подверглись давлению и преследованиям. Так, Галину Мокрееву отстранили от преподавания в музыкальной школе имени Лысенко при Киевской консерватории, а Блажкова уволили с должности дирижёра Государственного оркестра Украины.
Композиторы «Киевского авангарда» изучали творчество Игоря Стравинского, Белы Бартока, композиторов Новой венской школы (Арнольд Шёнберг, Антона Веберна, Альбана Берга), представителей послевоенного авангарда Эдгара Вареза, Джона Кейджа, Яниса Ксенакиса, Лучано Берио, Витольда Лютославского, других композиторов, пишущих в постсерийной технике (в частности польских). Киевские авангардисты-шестидесятники собирались на квартире родителей Сильвестрова, где обсуждали и слушали новую музыку, делились впечатлениями, показывали свои сочинения. Из-за различий с консервативными тенденциями официальных музыкальных кругов СССР, члены «Киевского авангарда» подвергались разного рода притеснениям. Леонид Грабовский, один из ведущих участников группы, позже вспоминал про то, в каких условиях им приходилось жить и работать, следующее:
В нас тыкали пальцами — о, авангардист. Один пианист говорил: «Я эти диаграммы играть не буду». Вообще у киевской публики в те времена было такое отношение: «Композитор? Гы-гы-гы ». Само слово «композитор» вызывало улыбку. Погромы в прессе, клевета, глупости — всё это не добавляло уверенности в себе. Ощущалась полная изоляция от более широкого социума.
После скандала с публикацией статьи Мокреевой в зарубежной прессе, Грабовскому препятствовали в поступлении в аспирантуру Киевской консерватории, а Сильвестрову — в Союз композиторов. Негативные отзывы, разоблачающие «авангардистскую музыку», стали появляться в республиканских изданиях. Звучали обвинения в том, что молодые музыканты являются «пятой колонной» и «внутренними эмигрантами» в советской стране. Известность получила статья, опубликованная в апреле 1963 года в газете «Радянська культура», в которой указывались на недостатки в системе профессионального музыкального образования и отрыве молодых музыкантов от потребностей социалистического общества. 
Большие надежды возлагает партия, весь советский народ на музыкальную молодёжь. Молодым необходимо продолжить работу старшего поколения по обогащению музыкальной культуры. Однако практика показывает, что наши консерватории слабо выполняют свои педагогические воспитательные функции. Тут ещё существует явный разрыв между специальной подготовкой и этическим воспитанием. Только этим и можно объяснить, что из стен Киевской консерватории вышли, скажем, такие специалисты, как дирижёр И. Блажков, музыковед Г. Мокреева, композитор В. Сильвестров — люди с искривлёнными представлениями про цель искусства и призвание советского художника.
Особое обострение отношений с официальными властями произошло во время пленума молодых композиторов в октябре 1970 года. После обвинений в адрес киевских композиторов в том, что у них «нотные головки повёрнуты на Запад, надо с этим кончать», Блажков в ответ выкрикнул из зала: «Да заканчивайте вы!». После этого участники группы вместе с ним демонстративно покинули помещение, где проводился пленум. Некоторые члены группы были исключены за «хулиганство» из Союза композиторов УССР (Сильвестров, Годзяцкий). Вскоре группа распалась, а исключённых из союза членов «Киевского авангарда» восстановили в организации лишь через три года, после того, как за них заступились Дмитрий Шостакович, Кара Караев, Арам Хачатурян и Мстислав Ростропович.
В 1970-е годы связи между членами группы ослабели, многие из них пошли своим путём в музыке. Так, наиболее известный композитор «киевской группы» — Сильвестров отошёл от авангарда, стремления к смелым экспериментам и стал работать в направлении, которое сам назвал «слабой музыкой» и «слабым стилем». К продолжателям музыкальных традиций киевского авангарда относят композиторов Ивана Карабица, Евгения Станковича, Олега Киву, Святослава Крутикова. Киевский пианист Евгений Громов, выпустивший в декабре 2017 года при поддержке Министерства культуры Украины сборник-антологию на 4 компакт-дисках «Киевский авангард 1960-х: школа Бориса Лятошинского», составленный из произведений представителей группы, отмечал, что название «Киевский авангард» не совсем соответствует сути данного явления. По его мнению, в данном случае следует вести речь не об авангарде в традиционном понимании, как о радикально-революционном движении, а о музыкальном модерне: «Это продолжение того, что начали Шёнберг, Барток, Стравинский». Современный украинский музыковед Александр Козаренко считает, что наиболее подходящим термином для описания процессов, которые имели место в музыке этого периода, является «неоавангард».